# Środa Śląska
Środa Śląska è un comune urbano-rurale polacco del distretto di Środa Śląska, nel voivodato della Bassa Slesia.
Ricopre una superficie di 214,93 km² e nel 2004 contava 18 998 abitanti.